# Översttjärnen (Tuna socken, Medelpad)
Översttjärnen är en sjö i Sundsvalls kommun i Medelpad och ingår i Ljungans huvudavrinningsområde.